# Hérophilosz
Khalkédoni Hérophilosz (i. e. 3. század) görög orvos
Alexandriában élt és dolgozott. Elismert anatómus volt, ókori források említést tesznek hírhedt emberboncolásairól és anatómiai felfedezéseiről. Az agyat tekintette az értelem székhelyének, s különbséget tett érző- és mozgatóidegek, ill. az artéria és a véna között. Munkái nem maradtak ránk.